# J-pop

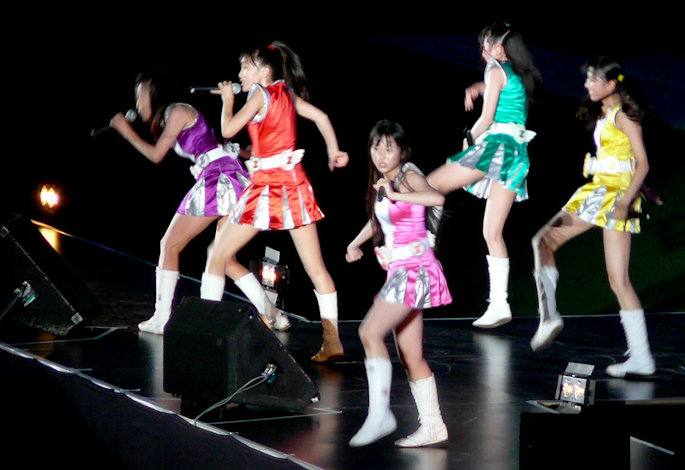
Momoiro Clover Z, een van de bekendste J-popartiesten

J-pop is de verzamelnaam van verschillende popmuziekgenres uit Japan zoals pop, rock, heavy metal (J-metal), dance, hiphop en soul. In tegenstelling tot de eerdere Japanse populaire muziek (aldaar kayōkyoku genoemd), heeft in de J-pop de Japanse taal een meer Engelse tongval. De term werd door de Japanse media gelanceerd om de bands te onderscheiden van buitenlandse bands. In Japan verdelen de winkels hun muziekaanbod meestal in vier secties: J-pop, enka (een traditionele vorm van een ballade), klassiek, en Engels/internationaal. Tegenwoordig staat de Japanse muziekindustrie na Amerika op de tweede plaats qua grootte.

## J-rock
J-rock is een verzamelnaam van veel soorten rock uit Japan. Een van de eerste bands was Happy End (uit 1960). In de jaren zeventig werd rock in Japan steeds populairder; de band Champloose was toen vooral populair. In de jaren tachtig werd Southern All Stars de grootste band uit de J-rock geschiedenis. Sindsdien ontstonden er subculturen binnen de J-rock waarvan Visual Kei het meest bekend is: de subgroep van extravagant uitgedoste artiesten, begonnen door de band X Japan. De langst actieve J-rockband is L'Arc~en~Ciel, opgericht in 1991 en nog steeds een van de bekendste J-rockbands met als zanger de populaire Hyde.

### J-rockbands
- HIGH and MIGHTY COLOR
- L'Arc-en-Ciel
- Asian Kung-Fu Generation
- Λucifer
- LM.C
- The GazettE
- Malice Mizer

## J-metal
Met J-metal wordt metalmuziek van Japanse bands aangeduid. Vanaf 2010 worden de benamingen 'J-pop metal' en 'kawaii metal' ook wel gebruikt. De eerste Japanse hardrockbands zoals Murasaki, Flower Travellin' Band en Speed, Glue & Shinki stammen uit begin jaren zeventig. Deze kregen begin jaren tachtig navolging van Japanse metalbands waarvan Bow Wow (1975) en Loudness (1980) een van de eerste waren. Uit die tijd komen ook bands als Galneryus, Anthem, Heavy Metal Army, X Japan, Sabbrabells, Seikima-II, Flatbacker, Saber Tiger, Dead End, Casbah en Jurassic Jade. Vanaf 2010 zijn bekende bands Babymetal, Ladybaby, Necronomidol en Passcode.